# Upper Brookville
Upper Brookville es una villa ubicada en el condado de Nassau en el estado estadounidense de Nueva York. En el año 2000 tenía una población de 1.801 habitantes y una densidad poblacional de 161 personas por km². Upper Brookville se encuentra dentro del pueblo de Oyster Bay.

## Geografía
Upper Brookville se encuentra ubicada en las coordenadas 40°50′48″N 73°33′59″O / 40.84667, -73.56639. Según la Oficina del Censo, la ciudad tiene un área total de 5,1 km² (2 mi²), de la cual 2,8 km² (1,1 mi²) es tierra y 2,3 km² (0,9 mi²) (0%) es agua.

## Demografía
Según la Oficina del Censo en 2000 los ingresos medios por hogar en la localidad eran de $140,861, y los ingresos medios por familia eran $162,799. Los hombres tenían unos ingresos medios de $0 frente a los $0 para las mujeres. La renta per cápita para la localidad era de $65,254. Alrededor del 2.5% de la población estaban por debajo del umbral de pobreza.